# Брегалница
Брегалница је река у Северној Македонији, највећа лева притока Вардара. Извире из Малешевске планине са главним извором испод коте 1720 m. Дужина тока је 184 м, а површина слива 4.307 km². Средњи пад реке је 7 ‰, а средњи проток при ушћу 28 м³/с.
У Вардар се улива недалеко од насеља Градско. Протиче кроз Малеш и Пијанец. На делу реке, где из правца југ—север скреће према западу и југозападу, у клисури је 1969, изграђена брана и створено језеро Калиманци. Језеро је површине 4,23 km², дуго 14 km, широко 0,30 km, и преко 80 м дубоко. При улазу у Кочанско поље вода Брегалнице и њених притока разводи се за наводњавање пиринчаних поља. Услед тога и услед протицања песковитим земљиштем низводно од Кочанског поља, лети је већ код Штипа врло сиромашна водом, а често и пресуши. Низводно од Штипа нижу се многобројни укљештени меандри, настали епигенетским усецањем услед издизања овчепољске пласе.
Најинтересантнији део Брегалнице је меандарски део између Штипа и Новог Села, где избијају минерални извори бање Кежовице.
Важније десне притоке Брегалнице јесу Злетовска река и Азмак (Светониколска река), а леве Осојница, Зрновска река и Крива Лакавица.
Простор између Брегалнице и Вардара био је пустара од преко 400 кв.км пре Другог светског рата, где су зимовала стада оваца.